# Élections sénatoriales de 2011 en Lot-et-Garonne
Les élections sénatoriales en Lot-et-Garonne ont lieu le dimanche 25 septembre 2011. Elles ont pour but d'élire les sénateurs représentant le département au Sénat pour un mandat de six années.

## Contexte départemental
Lors des élections sénatoriales du 23 septembre 2001 en Lot-et-Garonne, deux sénateurs UDF ont été élus.
Depuis, tous les effectifs du collège électoral des grands électeurs ont été renouvelés, avec les élections législatives françaises de 2007, les élections régionales françaises de 2010, les élections cantonales de 2008 et 2011 et les élections municipales françaises de 2008.

## Sénateurs sortants
| Sénateur | Sénateur             | Parti | Fonctions lors de l'élection en 2001           |
| -------- | -------------------- | ----- | ---------------------------------------------- |
|          | Daniel Soulage       | AC    | Conseiller général, maire de Monflanquin       |
|          | Jean François-Poncet | UMP   | Sénateur sortant, président du conseil général |

## Présentation des candidats et des suppléants
Les nouveaux représentants sont élus pour une législature de 6 ans au suffrage universel indirect par les 971 grands électeurs du département. En Lot-et-Garonne, les sénateurs sont élus au scrutin majoritaire à deux tours. Leur nombre reste inchangé, 2 sénateurs sont à élire. Ils sont douze candidats dans le département, chacun avec son suppléant. Les deux sénateurs sortants ne se représentent pas.
| T/S | Candidats | Candidats              | Parti | Principale fonction                           |
| --- | --------- | ---------------------- | ----- | --------------------------------------------- |
| T   |           | Michel Ceruti          | PCF   |                                               |
| S   |           | Marie-Hélène Loiseau   | GU    |                                               |
| T   |           | Bernard Faucon-Lambert | PG    | Conseiller municipal de Nérac                 |
| S   |           | Bernadette Jayles      | PG    | Maire de Barbaste                             |
| T   |           | Gérard Gouzes          | PS    | Maire de Marmande                             |
| S   |           | Michelle Laurissergues | PS    | Conseillère municipale d'Agen                 |
| T   |           | Pierre Camani          | PS    | Président du conseil général                  |
| S   |           | Nicolas Lacombe        | PS    | Conseiller général, maire de Nérac            |
| T   |           | Didier Massias         | DVG   | Maire de Feugarolles                          |
| S   |           | Philippe Bertrand      | DVG   |                                               |
| T   |           | Sandrine Derisbourg    | EELV  |                                               |
| S   |           | Yvon Ventadoux         | EELV  | Adjoint au maire de Pujols                    |
| T   |           | Marc Tranchard         | EELV  | Adjoint au maire de Villeneuve-sur-Lot        |
| S   |           | Anne-Marie Gauderie    | EELV  | Conseillère municipale de Meilhan-sur-Garonne |
| T   |           | Corinne Griffond       | UMP   | Adjointe au maire d'Agen                      |
| S   |           |                        | UMP   |                                               |
| T   |           | Alain Merly            | UMP   | Conseiller général, maire de Prayssas         |
| S   |           | Jean-Claude Guenin     | UMP   | Conseiller général, maire de Casteljaloux     |
| T   |           | Michel Gonelle         | UMP   |                                               |
| S   |           |                        | UMP   |                                               |
| T   |           | Henri Tandonnet        | NC    | Maire de Moirax                               |
| S   |           | Jean-Pierre Moga       | DVD   | Conseiller général, maire de Tonneins         |
| T   |           | Rémi Duprat            | FN    |                                               |
| S   |           | Catherine Martin       | FN    |                                               |

## Résultats
| Candidat et parti politique | Candidat et parti politique | Candidat et parti politique | Premier tour | Premier tour | Second tour | Second tour |
| Candidat et parti politique | Candidat et parti politique | Candidat et parti politique | Voix         | %            | Voix        | %           |
| --------------------------- | --------------------------- | --------------------------- | ------------ | ------------ | ----------- | ----------- |
|                             | Pierre Camani               | PS                          | 427          | 44,85        | 492         | 51,57       |
|                             | Henri Tandonnet             | NC                          | 377          | 39,60        | 493         | 51,68       |
|                             | Alain Merly                 | UMP                         | 323          | 33,93        | 448         | 46,96       |
|                             | Gérard Gouzes               | PS                          | 304          | 31,93        | 400         | 41,93       |
|                             | Corinne Griffond            | UMP                         | 149          | 15,65        | Retrait     | Retrait     |
|                             | Michel Gonelle              | UMP                         | 72           | 7,56         | Retrait     | Retrait     |
|                             | Bernard Faucon-Lambert      | PG                          | 58           | 6,09         | Retrait     | Retrait     |
|                             | Michel Ceruti               | PCF                         | 45           | 4,73         | Retrait     | Retrait     |
|                             | Didier Massias              | DVG                         | 27           | 2,84         | Retrait     | Retrait     |
|                             | Sandrine Derisbourg         | EELV                        | 22           | 2,31         | Retrait     | Retrait     |
|                             | Marc Tranchard              | EELV                        | 12           | 1,26         | Retrait     | Retrait     |
|                             | Rémi Duprat                 | FN                          | 12           | 1,26         | 12          | 1,26        |
|                             |                             |                             |              |              |             |             |
| Inscrits                    | Inscrits                    | Inscrits                    | 971          | 100,00       | 971         | 100,00      |
| Abstentions                 | Abstentions                 | Abstentions                 | 4            | 0,41         | 2           | 0,21        |
| Votants                     | Votants                     | Votants                     | 967          | 99,59        | 969         | 99,79       |
| Blancs et nuls              | Blancs et nuls              | Blancs et nuls              | 15           | 1,54         | 15          | 1,54        |
| Exprimés                    | Exprimés                    | Exprimés                    | 952          | 98,04        | 954         | 98,25       |